# Milan Černohouz
Milan Černohouz (20. dubna 1943, Kolín – 1. června 2020, Praha) byl český zpěvák a podnikatel. V letech 1966 až 1984 působil jako hlavní zpěvák v Orchestru Gustava Broma, dále vystupoval také s rozhlasovým Orchestrem studio Brno, kde s oběma orchestry v průběhu let natočil asi 900 různých písní. Je považován za všestranně nadaného zpěváka schopného zpívat jakoukoliv píseň z žánru populární hudby.

## Život a dílo
Narodil se v Kolíně, za druhé světové války žil v Poděbradech a poté v Liberci. V dětství působil ve známém libereckém dětském pěveckém sboru Severáček, vedeného sbormistrem Milanem Uherkem a jeho ženou paní Jiřinou Uherkovou. Vystudoval střední elektrotechnickou školu v Semilech a zároveň za studií zpíval s orchestrem Ladislava Bímana v Jablonci nad Nisou.
V roce 1966 se odstěhoval do Brna, kde společně se zpěvačkou Vladěnou Pavlíčkovou vytvořili hlavní pěveckou dvojicí Orchestru Gustava Broma. Natáčel písně v brněnském rozhlase a televizi a od roku 1967 desky u Supraphonu, Pantonu a Discantu. Kromě sólových písní natočil i řadu úspěšných duetů s Jiřím Štědroněm, Štěpánem Mátlem, Helenou Blehárovou, Janou Matysovou nebo Zuzanou Bubeníkovou. Kromě Orchestru Gustava Broma vystupoval a natáčel také s Orchestrem Studio Brno, Skupinou Miroslava Hanáka, Skupinou Igora Vavrdy, ale také s Tanečním orchestrem Čs. rozhlasu v Praze nebo s orchestrem Karla Vlacha. Pravidelně se objevoval v rozhlasových a televizních pořadech Brněnské kolo a zpíval na největších domácích festivalech, jako byly Bratislavská lyra či Děčínská kotva, ať už v soutěži, nebo v bloku Bromova orchestru. S Orchestrem Gustava Broma absolvoval zájezdy do Sovětského svazu, Východního i Západního Německa, Belgie, Holandska nebo Rakouska. V roce 1980 vycestoval na turné po USA s Moravankou Jana Slabáka. Byl též častým hostem koncertních pořadů Hany a Petra Ulrychových.
V letech 1976  až 1982 vystudoval dálkově zpěv na brněnské konzervatoři u Rudolfa Zavadila.
V letech 1981 až 1984 začal Gustav Brom doprovázet v zájezdovém programu zpěváky Helenu Vondráčkovou a Jiřího Korna, tudíž se Milan Černohouz s Vladěnou Pavlíčkovou museli poohlédnout po vedlejším angažmá. Zpívali se skupinou Miroslava Hanáka a později společně v Polsku.
V roce 1987 přesídlil do Prahy a stal se zpěvákem dechové kapely Veselka pod vedením Ladislava Kubeše, se kterou zpíval až do roku 2018, kdy musel ze zdravotních důvodů spolupráci ukončit. Nejprve zpíval se zpěvačkami Vlastou Kahovcovou a Vendulou Práglovou, se kterými natočil mj. velmi úspěšný hit Moje česká vlast. Poté léta vystupoval po boku zpěvaček Ivany Jelínkové, Blanky Tůmové a Ivany Zbořilové. S Veselkou Ladislava Kubeše natočil na 60 zvukových nosičů, za které získal mnoho stříbrných, zlatých i platinových desek. Vystupoval i s řadou dalších špičkových dechových kapel a orchestrů, např. Vejvodova kapela, Salonní orchestr Josefa Vejvody nebo Veselí muzikanti pod vedením Viliama Béreše. Kromě dechové hudby zpíval dál i swingovou muziku s Bohemian Big Bandem Bohuslava Wolfa, orchestrem Mercury Karla Stiefela a Big Bandem Václava Kozla.
Od roku 1993 se také aktivně věnoval podnikání, když si v Praze 2 otevřel "bohémskou" vinárnu U Stréců. Zde pořádal řadu hudebních produkcí, na kterých se často podílel svým zpěvem a vlastním doprovodem na kytaru. Českým televizním divákům je tento noční podnik znám hned ze šesti televizních silvestrovských pořadů.
Jako bohem obdarovaný zpěvák mohl do svého repertoáru zařazovat největší světové hity, např. od skupin The Beatles (Let It Be), Bee Gees (First Of May), či zpěváků Paula Simona (Bridge Over Troubled Water) nebo Lionela Richieho (Hello). Se svým velmi kultivovaným přednesem a hladkým ohebným hlasem tenorového rozsahu byl vždy oceňován pro svoji všestrannost a skvěle zpíval swing, pop, disco, country, ale také lidové písně a skladby z žánru dechové hudby.
Milan Černohouz zemřel náhle dne 1. června 2020 ve věku 77 let.

## Diskografie

### SP
- 1967 Helena Blehárová / Jiří Štědroň a Milan Černohouz - Náruč nadějí - Málo mi ponúkaš
- 1967 Jiří Štědroň a Milan Černohouz - Neklidné srdce / Od tebe dál
- 1967 Petr Pospíšil / Milan Černohouz a Jiří Štědroň - Máš-li mne ráda / Jdou stíny
- 1968 Eva Martinová a Milena Polášková / Milan Černohouz - Sliboval mi hory doly / Přijela k nám pouť
- 1968 Země tisíců tanců / S nadějí
- 1969 Polnice / Píseň o tichu
- 1969 Modravý pondělí / Berenika
- 1970 Bob Frídl / Milan Černohouz - Podávám ruku skřivanům / To se může stát
- 1970 Milan Černohouz a Jaromír Hnilička - Obehraná písnička / Basie hraje „Lasie"
- 1971 Butterfly / Michaela
- 1971 Tak spěchej dál / Děvčátko
- 1971 Jana Matysová a Milan Černohouz - Kdo poslal lásku včera spát / Kouzelný dům
- 1971 Vlaďka Prachařová / Milan Černohouz - Dávej co máš / Kdo mír všem lidem dal
- 1972 Milan Černohouz / Jana Matysová a Jiří Štědroň - Pusa od třešní / Nazveme to láskou
- 1972 Domek z bláta / Přijdu hned
- 1973 Milan Černohouz a Vladěna Pavlíčková - Co ti brání / Pozdravuj rána / Nemám stání / Hříbě
- 1975 Dej, dej, dej / Tvá první láska / Střípky louží / Cesty
- 1975 Píšu křídou zprávu / Holka z cest
- 1976 Milan Černohouz / Vladěna Krumlová - Zač by ten svět stál / Koncert
- 1977 Já půjdu tam a ty tam / Zakletá dívka

### Kompilace
- 2001 Největší hity - Jiří Štědroň - Sony Music/Bonton - 04. Neklidné srdce - Jiří Štědroň a Milan Černohouz
- 2002 Hvězdy nad Bromem - FR centrum FR 0046-2 EAN 8594046 745299, CD - Orchester Gustava Broma - 23. Neklidné srdce (Cuore matto) - Jiří Štědroň a Milan Černohouz
- 2007 25 Zlatých hitů Veselky - Veselka - Kubešovo nakladatelství 491034-2 EAN 8594020231954, CD